# لاکتات دهیدروژناز
لاکتات دهیدروژناز (به انگلیسی: lactate dehydrogenase یا به صورت مختصر شده LDH یا LD) آنزیمی است از گروه اکسیدوردوکتازها که در گیاهان، حیوانات و پروکاریوت‌ها یافت می‌شود. لاکتات دهیدروژناز دارای اهمیت پزشکی ویژه‌ای می‌باشد زیرا که به‌طور گسترده در بافت (زیست‌شناسی)های بدن، از جمله گلبول قرمز و عضلات قلب یافت می‌شود و به هنگام آسیب دیدن این بافت‌ها لاکتات دهیدروژناز درون خون آزاد می‌گردد و این ویژگی لاکتات دهیدروژناز، آن را به یک شاخص مهم برای شناسایی صدمات و بیماریهای شایع در بدن تبدیل می‌کند.
دهیدروژناز (به انگلیسی: dehydrogenase) آنزیمی است که هیدرید (ترکیب هیدروژن دار) را از یک مولکول به مولکول دیگری منتقل می‌کند. لاکتات دهیدروژناز واکنش تبدیل پیرویک اسید (محصول نهایی قندکافت) به اسید لاکتیک و واکنش برعکس آن را فروکافت می‌نماید به هنگامی که واکنش اکسایش-کاهش نیکوتین‌آمید آدنین دی‌نوکلئوتید (به انگلیسی: NADH) رخ می‌دهد ((به انگلیسی: NADH) به (به انگلیسی: NAD+) تبدیل می‌شود و سپس معکوس آن رخ می‌دهد)

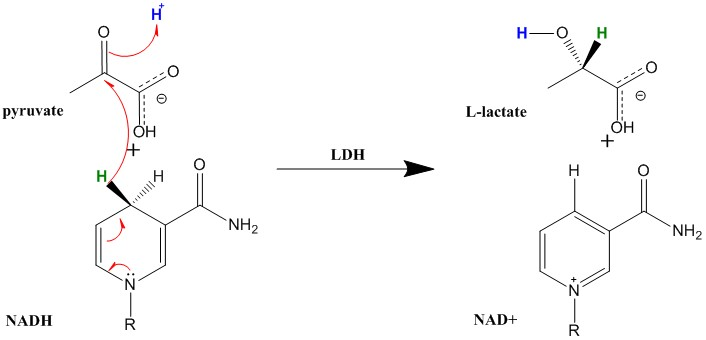
فروکافت واکنش تبدیل پیرویک اسید به اسید لاکتیک و واکنش برعکس آن توسط لاکتات دهیدروژناز.

آنزیم لاکتات دهیدروژناز از پنج ایزوآنزیم تشکیل شده‌است، شامل:
- لاکتات دهیدروژناز ۱ (به انگلیسی: LDH-1) که به‌طور معمول در قلب موجود است.
- لاکتات دهیدروژناز ۲ (به انگلیسی: LDH-2) که به‌طور معمول در دستگاه بیگانه‌خوار یاخته تک هسته‌ای (به انگلیسی: Mononuclear phagocyte system) موجود است.
- لاکتات دهیدروژناز ۳ (به انگلیسی: LDH-3) که به‌طور معمول در شُش‌ها و سایر بافت‌ها موجود است.
- لاکتات دهیدروژناز ۴ (به انگلیسی: LDH-4) که به‌طور معمول در کلیه‌ها – جفت (کالبدشناسی) و پانکراس موجود است.
- لاکتات دهیدروژناز ۵ (به انگلیسی: LDH-5) که به‌طور معمول در کبد و ماهیچه‌های اسکلتی موجود است.

در افراد طبیعی و سالم لاکتات دهیدروژناز ۲ بیشترین درصد لاکتات دهیدروژناز کُل را تشکیل می‌دهد.
این آنزیم برای تشخیص دیر هنگام سکته قلبی اهمیت دارد

## دسته‌بندی آنزیم لاکتات دهیدروژناز
لاکتات دهیدروژناز به شکل چهار دسته آنزیم متمایز وجود دارد که هر کدام از آنها تنها بر روی ۲ گونه سیتوکروم (به انگلیسی: cytochrome) شامل ال لاکتات دهیدروژناز (به انگلیسی: L-lactate dehydrogenas) یا دی لاکتات دهیدروژناز (به انگلیسی: D-lactate dehydrogenase) عمل می‌کنند. از چهار دسته آنزیم متمایز لاکتات دهیدروژناز ۲ دسته از آنها وابسته به سیتوکروم سی (به انگلیسی: Cytochrome c) هستند و ۲ دستهٔ دیگر وابسته به نیکوتین‌آمید آدنین دی‌نوکلئوتید می‌باشند که این مقاله دربارهٔ دسته ال لاکتات دهیدروژناز وابسته به نیکوتین‌آمید آدنین دی‌نوکلئوتید می‌باشد.
چهار دسته آنزیم لاکتات دهیدروژناز شامل موارد زیر می‌باشد:

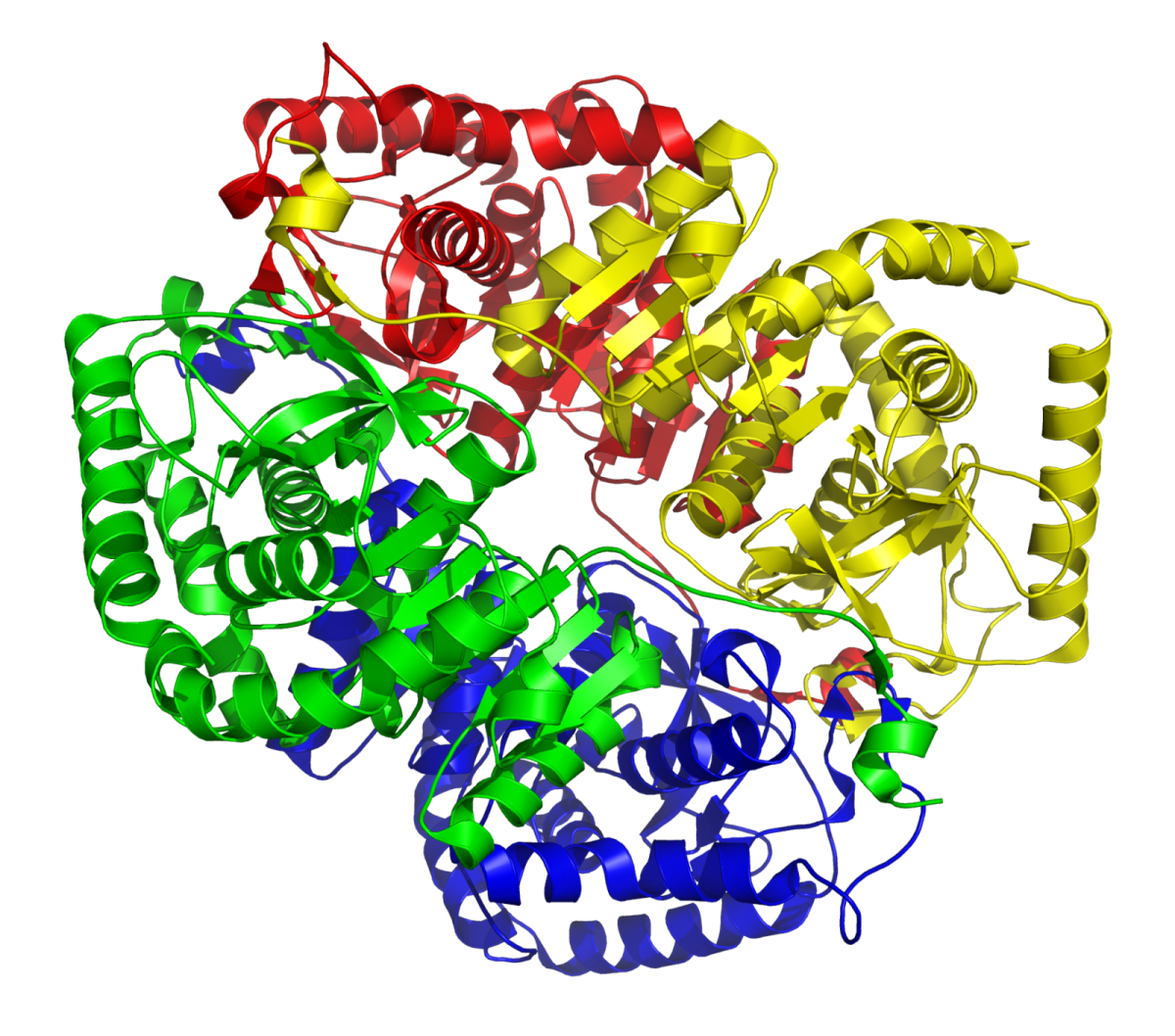
لاکتات دهیدروژناز آ (به انگلیسی: lactate dehydrogenase A)
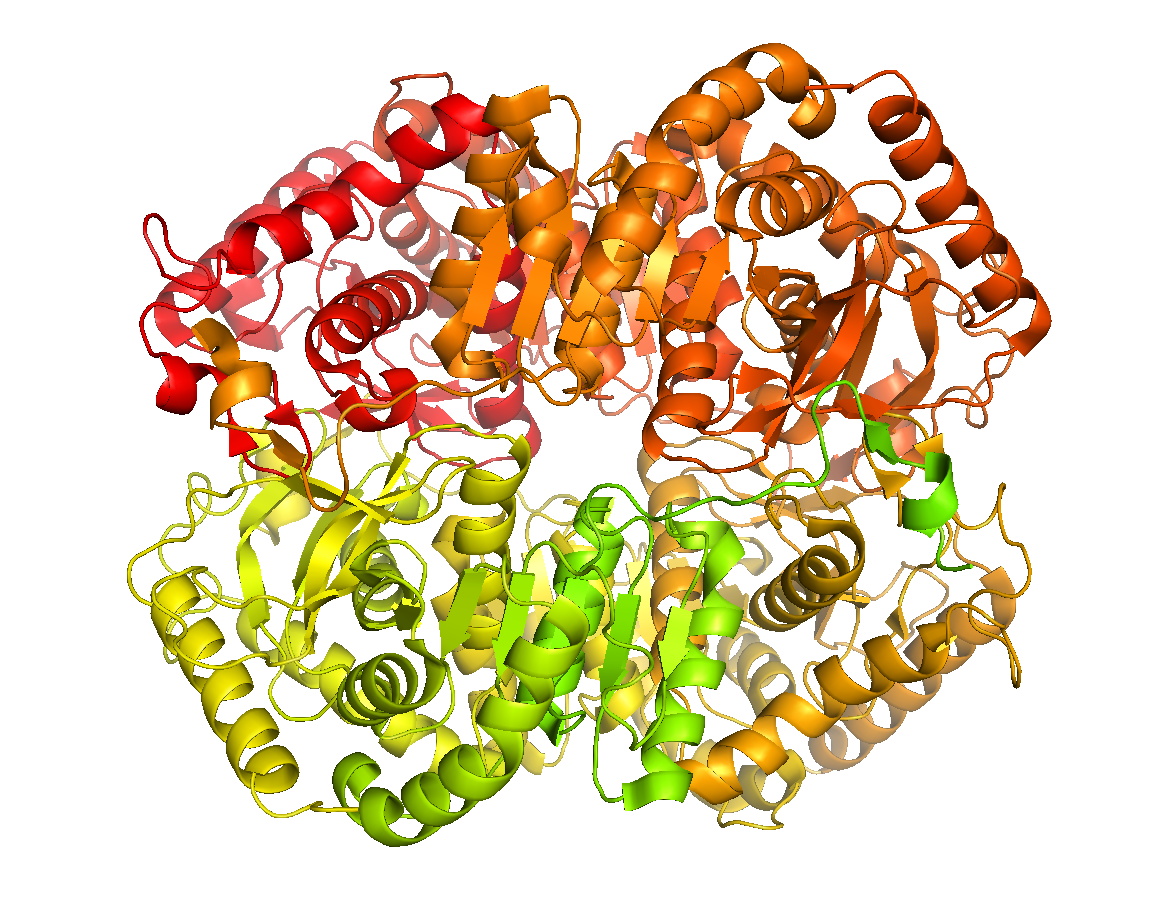
لاکتات دهیدروژناز ب (به انگلیسی: lactate dehydrogenase B)
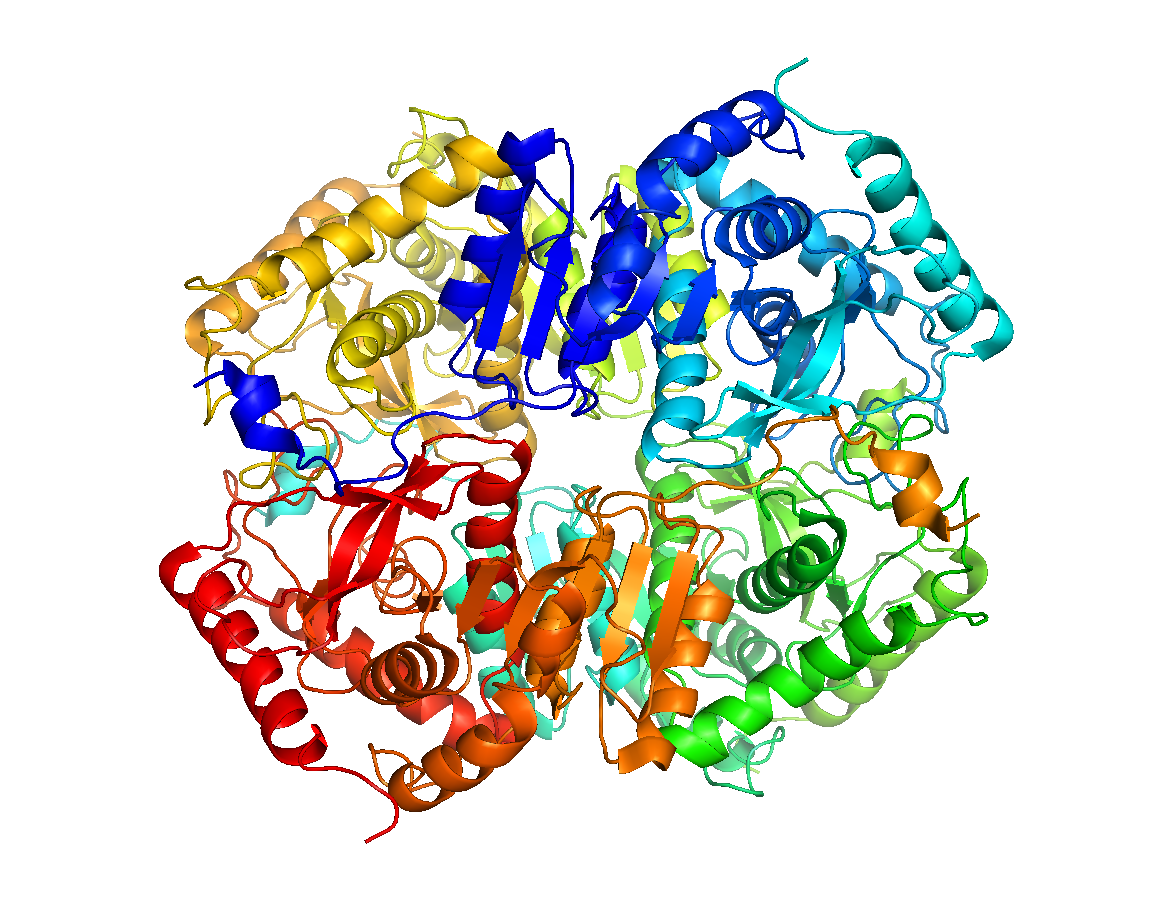
لاکتات دهیدروژناز ث (به انگلیسی: lactate dehydrogenase C)
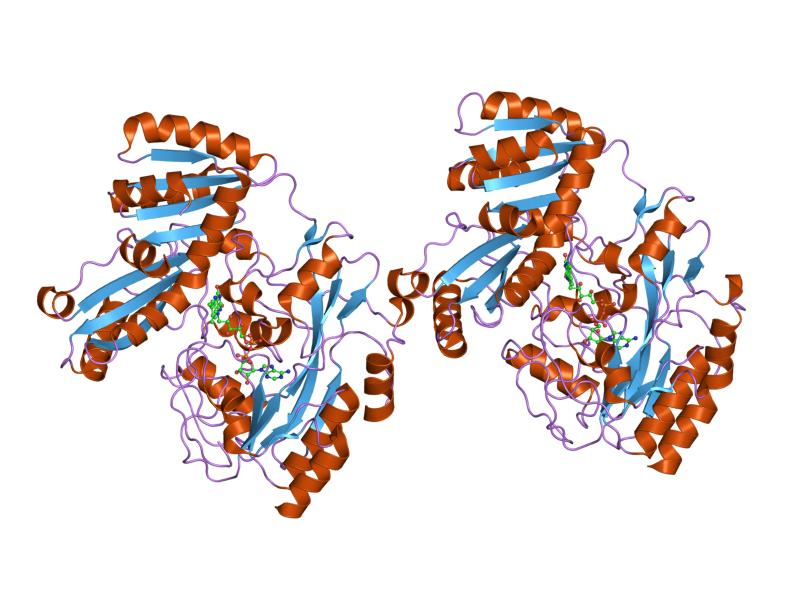
لاکتات دهیدروژناز د (به انگلیسی: lactate dehydrogenase D)

## کاربرد لاکتات دهیدروژناز در زمینه پزشکی
وجود لاکتات دهیدروژناز در مایعات بدن چون خون در زمینه پزشکی به عنوان یکی از نشانه‌های شرایط زیر در نظر گرفته می‌شود.

### اسیدوز
اسیدوز به معنی کاهش سطح بی کربنات مایع خارج سلولی و قرار گرفتن PH خون در محدوده اسیدی (پایینتر از ۷) می‌باشد. معمولاً فرایندهای متابولیک بدن و کاتابولیسم گلوکز منجر به تولید اسید می‌شود. PH خون و مایع خارج سلولی به وسیله ریه (تنفس) و کلیه تنظیم می‌شود.

### سرطان
سَرَطان یا چَنگار تقسیم نامتقارن سلول‌های بدن. سلول‌های سرطانی از سازوکارهای عادی تقسیم و رشد سلول‌ها جدا می‌افتند. علت دقیق این پدیده نامشخص است ولی احتمال دارد عوامل ژنتیکی یا مواردی که موجب اختلال در فعالیت سلول‌ها می‌شوند در هسته سلول اشکال وارد کنند، مانند مواد رادیو اکتیو، مواد شیمیایی و سمی یا تابش بیش از حد اشعه‌هایی مانند نور آفتاب. در یک جاندار سالم، همیشه بین میزان تقسیم سلول، مرگ طبیعی سلولی و تمایز، یک تعادل وجود دارد.

### نکروز
نکروز یا بافت‌مردگی مجموعه‌ای از سلولها و بافتهای مرده در یک نقطه از بدن است.
یک عامل خارجی مانند التهاب، سم باکتریایی یا یک تروما می‌تواند منجر به نکروز گردد و بنابراین در تعریف مرگ سلول، نباید با مفهوم آپوپتوز (خودکشی برنامه‌ریزی شده سلول) اشتباه شود.

### خون‌کافت
خون‌کافت یا همولیز به تجزیه یا انهدام گویچه‌های سرخ به نحوی که هموگلوبین در محیطی که یاخته‌ها در آن غوطه‌ورند آزاد شود گویند.

### تجمع مایع جنب
شامل تجمع مایع بین یک ریه و قفسه سینه است، پره جنب یک غشاء نازک است که در قسمت داخلی قفسه سینه قرار دارد و ریه‌ها را می‌پوشاند. در حالت معمولی مقدار کمی مایع بین دو لایه پرده جنب وجود دارد. این مایع همانند یک روغن بین ریه‌ها و قفسه سینه عمل کرده و در زمان نفس کشیدن به حرکت کردن آنها کمک می‌کند. تجمع مایع جنب زمانی اتفاق می‌افتد که این مایع زیاد شده و ریه را از قفسه سینه جدا کند.

### تراوه
در دانش زیست‌شناسی به مایعی که از یک بافت زیستی به بیرون داده می‌شود، تراوه یا اگزودا (به انگلیسی: Exudate) گفته می‌شود. این واژه در دانش پزشکی نیز به برون‌نشست یک مایع از دستگاه گردش خون از طریق زخم یا آسیبی دیگر گفته می‌شود.

### ترانسودا
فرانشتی یا ترانسودا سیالی برون‌یاخته‌ای دارای وزن مخصوص و غلظت پروتئینی پایین است.

### آنسفالیت
التهاب مغز یا آنسفالیت به معنی التهاب حاد بافت مغزی است. شایع‌ترین نوع آن آنسفالیت ویروسی می‌باشد. ویروس خود را از طریق خون به مغز می‌رساند و در عملکرد آن اختلال ایجاد می‌کند در بیماریهای سیفلیس، هاری و مالاریا نیز احتمال آنسفالیت وجود دارد.

### مننژیت
مننژیت التهاب پرده‌های محافظی می‌باشد که مغز و نخاع را پوشانده‌اند و مشترکاً مننژ نامیده می‌شوند. این التهاب ممکن است عامل ویروسی، باکتریایی، یا سایر ریزاندامگان داشته باشد، و در موارد کمتری در اثر تجویز داروهای خاصی به وجود آید.

### هیستوپلاسموزیس
هیستوپلاسموزیس یا بیماری غار بیماری‌ای است که به وسیله قارچ هیستوپلاسما کپسولاتوم (Histoplasma capsulatum) ایجاد می‌شود.

### سینه‌پهلو پنوموسیستیس
گونه‌ای از سینه‌پهلو است که در انسان توسط پنوموسیستیس جیرووسی نوعی قارچ مانند مخمر و یک ارگانیسم یوکاریوتی (یاخته دارای هسته سلولی) ایجاد می‌شود.

### ایدز
ایدز (به انگلیسی: AIDS) یا سندرم نقص ایمنی اکتسابی (به انگلیسی: Acquired immune deficiency syndrome)، نوعی بیماری است که در دستگاه ایمنی و توسط ویروس نقص ایمنی (HIV) ایجاد می‌شود. بیماری ناشی از ویروس HIV دارای سه مرحله اصلی است.

### دیسجرمینوما
دیس ژرمینوما تومور یا توده غیرطبیعی بافتی معمولاً بدخیمی شامل تعداد بسیاری یاخته زایا می‌باشد که اغلب در تخمدان‌ها پدید می‌آید.